# Cementiri dels Innocents
El Cementiri dels Innocents (en francès cimetière des Innocents o també cimetière des Saints-Innocents) és un cementiri del centre de París al 1r districte (quartier des Halles) que va ser utilitzat des de l'antiguitat. Era a nivell de l'actual place Joachim du Bellay. D'acord amb la Declaració reial del 10 de març de 1775, fou tancat el 1780 i després buidat el 1786 per raons sanitàries. Els ossaments que s'hi trobaven han estat transferits al raval de la Tombe Issoire (al voltant del carrer del mateix nom). Prengué el seu nom de l'església veïna avui desapareguda, dedicada als Sants Innocents, infants de Judea massacrats per ordre d'Herodes.